# Tabriz
Tabriz (azéri et persan تبریز, anciennement Tauris), est la capitale de la province de l'Azerbaïdjan oriental, au nord-ouest de l'Iran (Azerbaïdjan iranien). Elle se trouve sur le cours de la rivière Talkheh (aussi appelée Aji-Chāi), près du lac d'Ourmia, à proximité des frontières de la république d'Azerbaïdjan et de l'Arménie. Sa population s'élève à 1 424 641 habitants en 2023. 
Tabriz et le territoire de l'Azerbaïdjan ne sont pas loin des zones frontalières entre l'Iran, l'Azerbaïdjan et le Nakhitchevan.

## Géographie

### Situation
Tabriz est située au nord-ouest de l'Iran, dans la province d'Azerbaïdjan oriental, dont elle est la capitale. Elle se trouve à 528 km — 627 km par la route — au nord-ouest de Téhéran.

### Géologie et relief
Tabriz a été bâtie dans une vallée fertile, arrosée par les rivières Aji et Quri et encadrée par les montagnes Eynali, qui culmine au nord à 1 800 m, et Sahand, au sud, dont le sommet le plus élevé se trouve à 3 707 m.
La zone est fortement sismique et la ville a été dévastée de nombreuses fois dans l'histoire par des séismes.

### Climat
Tabriz a un climat semi-aride froid (type BSk selon la classification de Köppen). Les précipitations annuelles s'élèvent à 310 mm, dont une bonne partie tombe sous forme de neige en hiver, et de pluie au printemps et en automne. En été, le temps est habituellement chaud, sec et ensoleillé.
La ville bénéficie donc d'un climat doux et agréable au printemps, sec et semi-chaud en été, humide et pluvieux en automne et froid et neigeux en hiver. 
La température annuelle moyenne est de 12,6 °C . 
| Mois                              | jan. | fév. | mars | avril | mai  | juin | jui. | août | sep. | oct. | nov. | déc. | année |
| --------------------------------- | ---- | ---- | ---- | ----- | ---- | ---- | ---- | ---- | ---- | ---- | ---- | ---- | ----- |
| Température minimale moyenne (°C) | −6,6 | −4,5 | 0,3  | 5,7   | 10,6 | 15,2 | 19,6 | 19   | 14,3 | 8    | 2,1  | −3   | 6,7   |
| Température moyenne (°C)          | −3,2 | −0,8 | 4,9  | 10,9  | 16,5 | 21,9 | 26   | 25,3 | 21,1 | 13,5 | 6,5  | 0,3  | 11,9  |
| Température maximale moyenne (°C) | 1,2  | 3,8  | 10,1 | 16,5  | 22,5 | 28,6 | 32,9 | 32,3 | 28,2 | 19,9 | 12,1 | 4,9  | 17,8  |
| Précipitations (mm)               | 25,8 | 25,3 | 47   | 53,6  | 41,9 | 18,1 | 3,2  | 4,4  | 9,4  | 28,4 | 28   | 26   | 310,9 |

### Pollution de l'environnement
La pollution atmosphérique est l'un des principaux problèmes de l'environnement à Tabriz.

## Histoire

### Préhistoire et antiquité
Le site de Tabriz est habité depuis la Préhistoire et il reste des traces d'occupation à l'âge du fer. En 2002, plusieurs tombes sont découvertes près de la mosquée bleue de Tabriz. Les analyses au carbone 14 réalisées par l'université Allameh Tabatabi ont démontré qu'elles dataient au moins de 1800 av. J.-C. Le résultat des fouilles est conservé dans le musée de l'Âge du fer de Tabriz.
La première référence faite à Tabriz figure sur une tablette de pierre de l'époque du roi assyrien Sargon II, à la fin du VIIIe siècle av. J.-C. La tablette se réfère à un endroit appelé « Château de Tauri et Tarmkis », dont les historiens pensent qu'ils étaient situés à l'emplacement de l'actuelle Tabriz.
Une légende grecque tardive raconte que Ménélas et Hélène furent immolés à Tauris par Iphigénie, mais cette légende pourrait aussi faire référence à la Tauride (Crimée).

### Moyen Âge

#### La conquête arabe
Après la conquête de la Perse sassanide par les Arabes musulmans, la tribu yéménite Azd s'installe à Tabriz. La ville connait alors un certain développement, au point que le géographe arabe Yaqout affirme au XIIIe siècle que Tabriz n'était qu'un village avant l'arrivée des Arabes. En 791, la ville est détruite par un tremblement de terre. Zubayda, épouse du calife abbasside Haroun al-Rachid, permet par ses dons la reconstruction et l'embellissement de la ville.
À partir de la fin du Xe siècle, Tabriz vit une période troublée. Elle devient la capitale de dynastes locaux qui étendent leur pouvoir sur la région.

#### La splendeur sous les Ilkhanides
En 1227, la ville est conquise par Gengis Khan et intégrée au vaste empire mongol. Elle se relève à partir de 1270, date à laquelle Abaqa Khan, petit-fils de Gengis Khan et fondateur de la dynastie des Ilkhanides, se fixe à Tabriz pour sa position privilégiée près des vastes prairies du nord-ouest de l'Iran actuel. En 1295, Ghazan Khan en fait le centre administratif de son empire, qui s'étend de l'Anatolie à l'Amou-Daria, et du Caucase à l'océan Indien. Sous son règne sont élevées de nouvelles murailles et de nombreux bâtiments publics, des écoles et des caravansérails.
La ville est fréquentée par les marchands étrangers qui fréquentent la route de la Soie. On rencontre même des marchands italiens, tels Marco Polo qui traverse Tabriz alors qu'il rentre de Chine des Yuan (alors dirigée par Kubilaï Khan, autre petit-fils de Gengis Khan). Il décrit « une grande ville entourée de beaux et agréables jardins. Elle est excellemment située et on y trouve des marchandises venues de toutes les régions. Les marchands latins et en particulier les Génois s'y rendent pour acheter des marchandises ». La ville avait une communauté juive, dont le médecin Sa'ad al-Dawla (en) qui exerça brièvement la fonction de vizir entre 1289 et 1291, mais ses conditions de vie se dégradèrent ensuite, comme en témoignent des pogroms après la mort de Rashid al-Din, et au XVIe siècle la relation d'un voyageur juif yéménite.
La ville attire aussi les savants, comme Grégoire Choniadès, qui y séjourne vers 1295 pour y recevoir l'enseignement du savant Shams al-Din al-Boukhari, disciple de Nasir al-Din al-Tusi. Il revient à Tabriz en 1302 en tant qu'évêque de l'Église orthodoxe.

#### La reprise des troubles auXIVesiècle
Au XIVe siècle, la ville connait un destin agité, au cœur des rivalités entre Ilkhanides et Chupanides. En 1375, Tabriz devient la capitale de l'État des Qara Qoyunlu. La ville connait une période de calme et la ville est embellie : c'est de ce moment que date la mosquée Bleue. Mais en 1392, Tamerlan met la ville à sac. Elle est reconstruite par les Aq Qoyunlu, une dynastie locale turkmène qui règne sur la région depuis Tabriz entre 1469 et 1502).

### Époque moderne
En 1501, Ismail Ier et ses qizilbash s'emparent de Tabriz, marquant la fondation de l'État safavide. Ismail Ier fait de la ville la capitale de son royaume. Mais, située près des frontières avec l'Empire ottoman, elle se trouve exposée aux guerres que les souverains safavides mènent contre leurs voisins. En 1514, après la bataille de Chaldiran, Tabriz est occupée temporairement par les Ottomans. En 1548, le fils d'Ismail Ier, Shah Tahmasp Ier déplace la capitale à Qazvin, car la ville continue à souffrir des guerres perso-ottomanes. Les Ottomans s'en emparent au cours de la première guerre turco-séfévide (1578–1590) ; mais la guerre reprend en 1603 avec la prise de Tabriz par Abbas le Grand, qui reconquiert en quelques années l’Azerbaïdjan, la Géorgie et la Mésopotamie avec Bagdad sur les Ottomans (1612).

### Période contemporaine

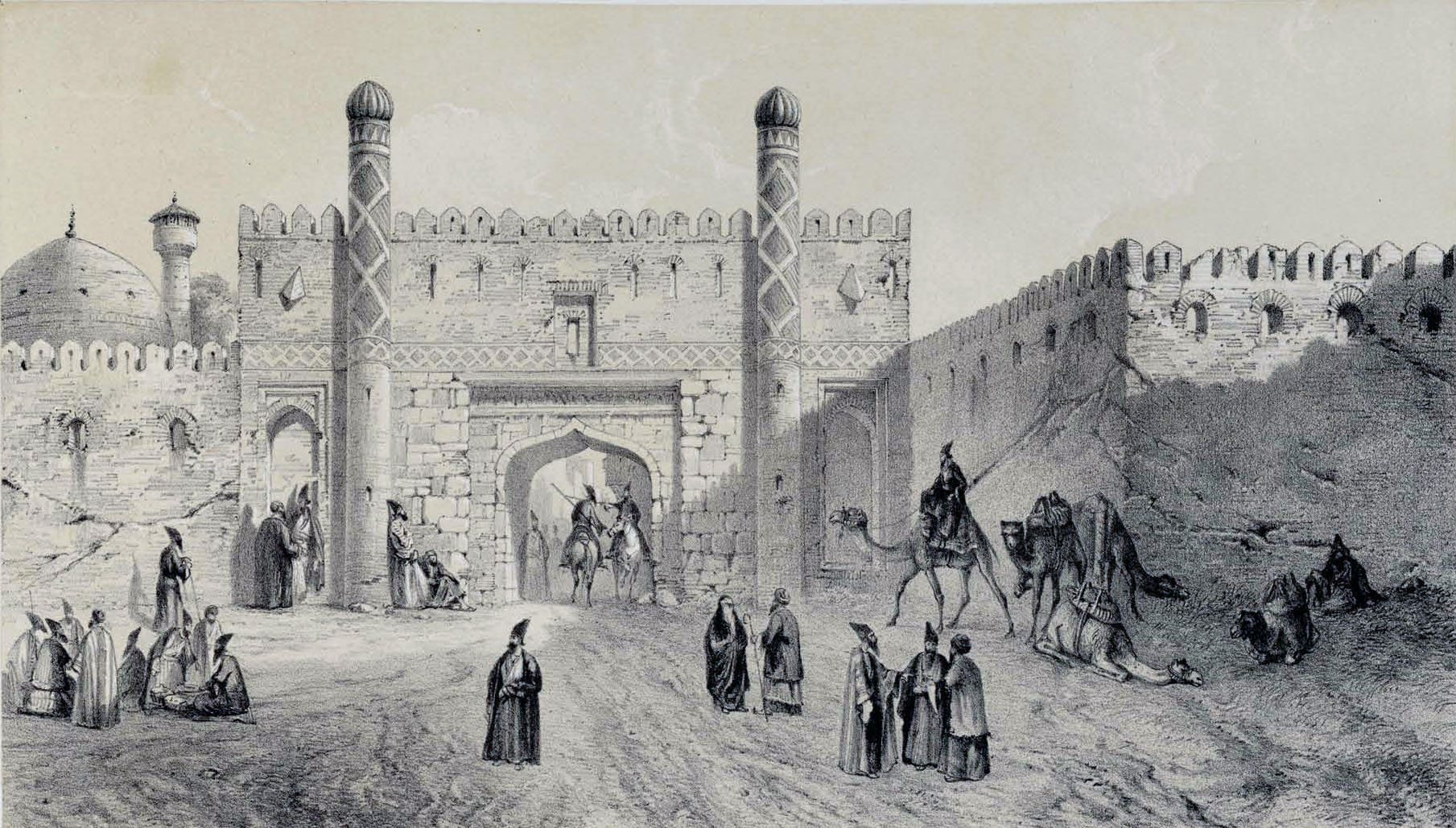
Porte de la ville par Eugène Flandin (vers 1840).

Tabriz devient résidence du prince héritier sous la dynastie qadjare, celui-ci servant de gouverneur de la province iranienne d'Azerbaïdjan. Cette grande ville occupe une position stratégique, à la frontière avec l'empire russe, avec lequel les conflits se multiplient. La ville est d'ailleurs conquise par les Russes en 1826. Elle n'est rendue qu'après le traité de Turkmanchai de 1828, par lequel la Perse cède le nord de l'Azerbaïdjan.
Après le départ des Russes, le prince Abbas Mirza engage la reconstruction de la ville et décide d'y expérimenter ses idées sur la modernisation de la Perse : il introduit des institutions d'inspiration occidentale, importe des machines industrielles, installe un service de poste régulier, entame des réformes militaires et met en place un système d'impôts moderne. La ville retrouve sa prospérité alors que l'Iran commence à s'ouvrir à l'Occident, la ville devenant un point de passage entre l'intérieur de l'Iran et la mer Noire.
Au début du XXe siècle, la ville devient le centre le plus important d'opposition à Mohammad Ali Shah lors de la révolution constitutionnelle persane, mouvement mené à Tabriz par Sattar Khan et Bagher Khan.
Durant la Première Guerre mondiale, la Perse déclare sa neutralité dans le conflit. Cependant, Tabriz se trouve occupée par les troupes russes, qui ne quittent la ville qu'après le retrait de la Russie du conflit. La ville est alors envahie par les forces ottomanes, qui ne s'en vont qu'après la fin de la guerre en 1918. En 1920, Tabriz devient brièvement le centre de l'État révolutionnaire d'Azadistan, mis en place par Cheykh Mohammad Khiabani.
En 1921, Reza Shah s'empare du pouvoir par un coup d'État. La modernisation du pays, rebaptisé « Iran », repose en partie sur l'unification et la centralisation. Cette politique décide la concentration des pouvoirs à Téhéran, ainsi que des restrictions dans les domaines de la culture, du patrimoine et de la langue pour les Azéris d'Iran et de Tabriz en particulier.
En juin 2025, la ville est bombardée par l’armée de l’air israélienne, l’aéroport de Tabriz subit des dommages considérables.

## Politique

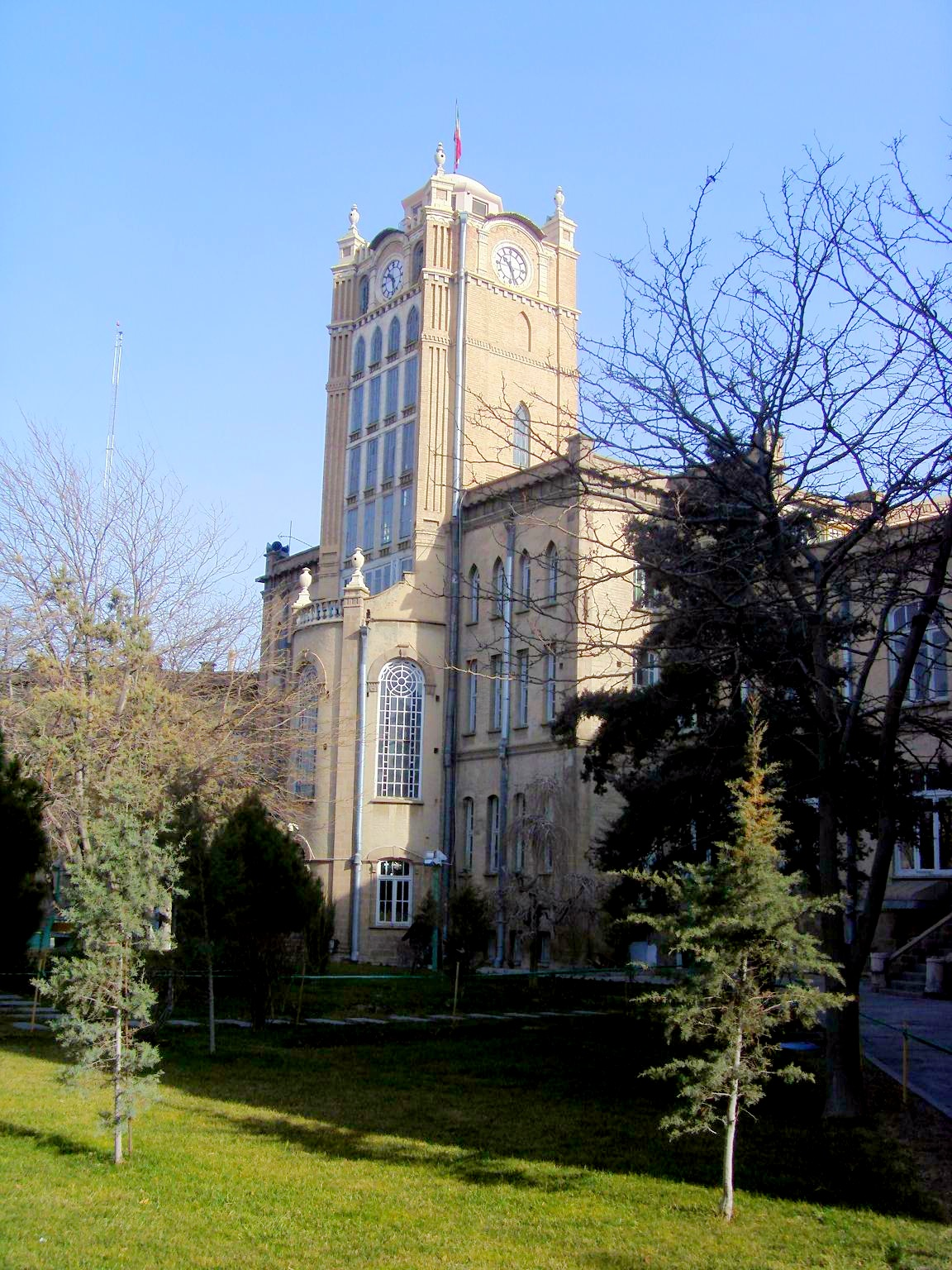
La tour Saat, siège de la municipalité de Tabriz.

La ville est dirigée par son maire. Il était choisi par le ministère de l'Intérieur entre 1908 et 1923, puis par le gouverneur entre 1923 et 2001. Depuis 2001, il est élu par le conseil municipal. Celui-ci est élu tous les quatre ans par les habitants de Tabriz. Le maire actuel est Najafi, candidat réformiste du Front de participation à l'Iran islamique, élu pour la 1re fois en 2006.
La mairie de Tabriz se trouve dans le palais municipal de Tabriz, populairement appelé tour Saat, c'est-à-dire la tour de l'Horloge.

## Population

### Démographie
Au dernier recensement, en 2011, la population de la ville de Tabriz était de 2 187 998 habitants. Les projections permettent de penser qu'elle dépasse 2 500 000 en 2013.

### Ethnies
Tabriz est la capitale de la province iranienne d'Azerbaïdjan oriental, et plus largement, de l'Azerbaïdjan iranien et sa population est majoritairement azérie, parlant l'azéri, une langue turque[réf. nécessaire]. On trouve également des Arméniens et des Assyriens.

## Culture

### Cuisine

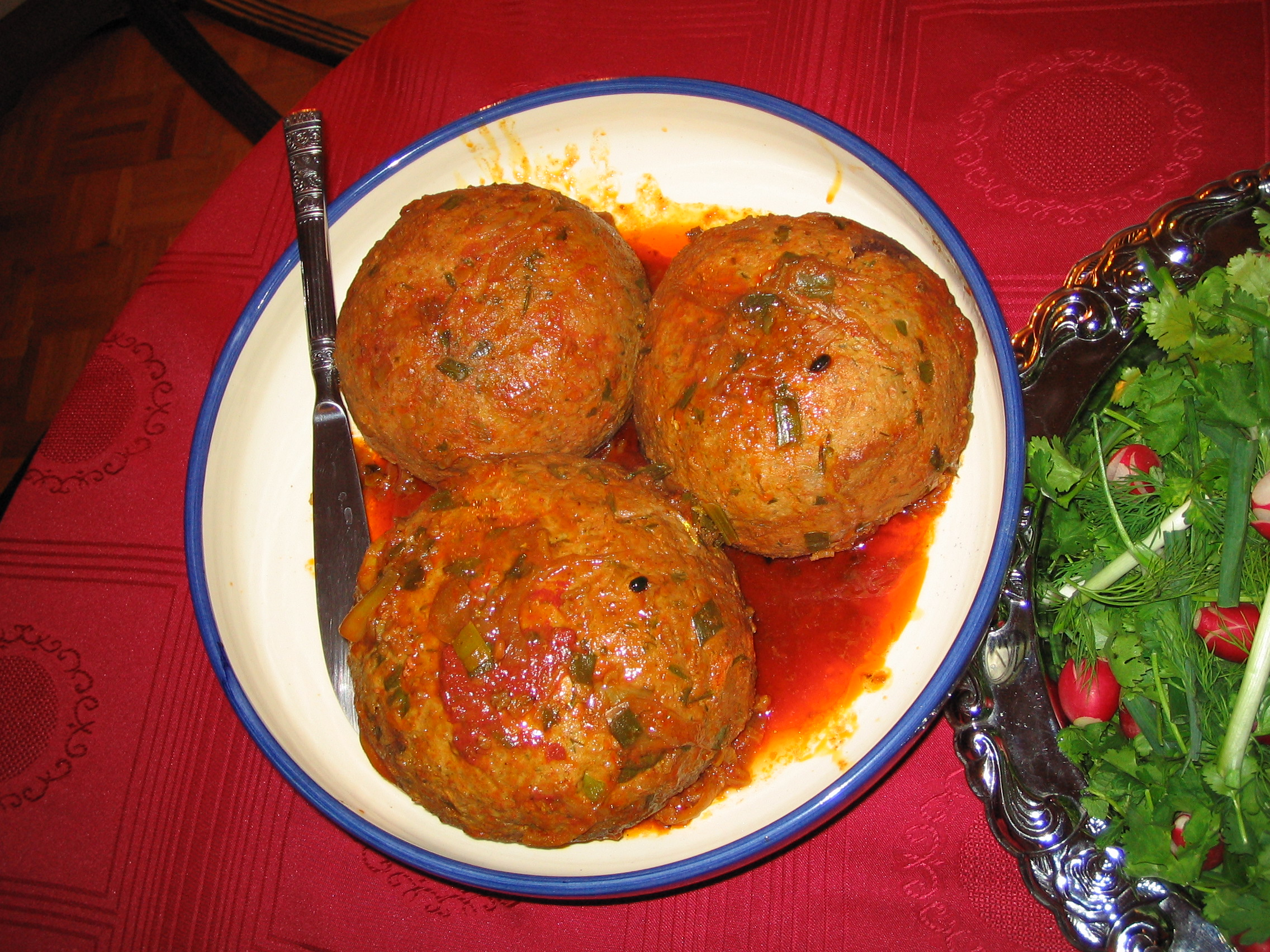
Un plat de koufteh Tabrizi, une spécialité culinaire de la région de Tabriz.

La cuisine de Tabriz se trouve au carrefour des influences iraniennes et azéris. Les spécialités les plus connues sont :
- l'āsh (en) (ash, aash, aush), une soupe préparée avec du bouillon, des légumes divers, de la carotte, des nouilles et des épices.
- le tchélo kébab est le plat national iranien, préparé avec de la viande hachée (kébab) mélangé avec des épices et des oignons, des tomates passées au four, le tout servie avec du riz.
- le dolma est une spécialité à base d'aubergine, de tomates, de poivrons ou de courgettes fourrées avec une farce de viande, de pois secs, d'oignon et d'épices.
- le garniyarikh (ce qui signifie « estomac retourné » en azéri) est une sorte de dolma fourré à la viande, à l'ail, aux amandes et aux épices.
- le koufteh Tabrizi est une spécialité de Tabriz à base de boulettes de viande, préparées avec du riz et du poireau. Le mot kefta est d'ailleurs dérivé du persan « kūfta » (persan : کوفتن ou kūftan signifie « battre »).

Il existe enfin divers types de biscuits et de gâteaux, comme les ghorabiye, les Tabrizi lovuz, eris, nugha, tasbihi, latifeh, ahari et lovadieh.

### Langue
La langue la plus parlée est l'azéri, même si le persan est largement parlé et compris par la population. Le persan reste en effet la seule langue officielle de l'Iran et la seule langue utilisée dans le système éducatif.
La langue azéri moderne est dérivée du dialecte turc des Oghouzes, qui se sont répandus en Asie occidentale lors des migrations turques du Moyen Âge. Leur langue a été fortement touchée par des influences persanes et arabes.

### Littérature
Tabriz a attiré et accueilli de nombreux écrivains et poètes. La littérature classique azérie s'est formée au XIVe siècle, sur les bases des dialectes de Tabriz et du Shirvan. La langue fut utilisée par les poètes et les écrivains classiques azéris, tels que Nassimi, Fuzuli et chah Ismail Ier, connu comme poète sous le nom de Khatai. Les poètes de langue persane les plus connus à avoir séjourné dans la ville sont Qatran au XIe siècle, Khaqani au XIIe siècle et le mystique soufi Roumi au XIIIe siècle. Tabriz a d'ailleurs été une source d'inspiration pour les poètes :
| عزیزی در اقصای تبریز بود که همواره بیدار و شبخیز بود Son amour vivait à Tabriz loin de son regard, qui était toujours alerte et éveillé dans la nuit ―le Bostan de Saadi | اين ارك بلند شهر تبريز است افراشته قامتِ رسايش را Voici la haute citadelle de Tabriz, elle est incroyablement élevée ! ―Maftun |

On peut également citer, parmi les écrivains les plus récents, le folkloriste et nouvelliste Samad Behrangi, le romancier Gholam-Hossein Sa'edi et la poétesse Parvin E'tesami. L'écrivain voyageur suisse Nicolas Bouvier a brossé le portrait de la ville où il a séjourné pendant l'hiver 1953, dans L'Usage du monde. Enfin, le plus grand poète iranien de langue azérie, Mohammad-Hossein Shahriar, est né à Tabriz.

### Musique
On distingue parmi les professionnels de la musique azérie le style « ashyg » et le style « mugam ». Ce dernier terme n'est pas employé à Tabriz, où les Iraniens azéris lui préfèrent celui d'« école de Tabriz ».

### Peinture

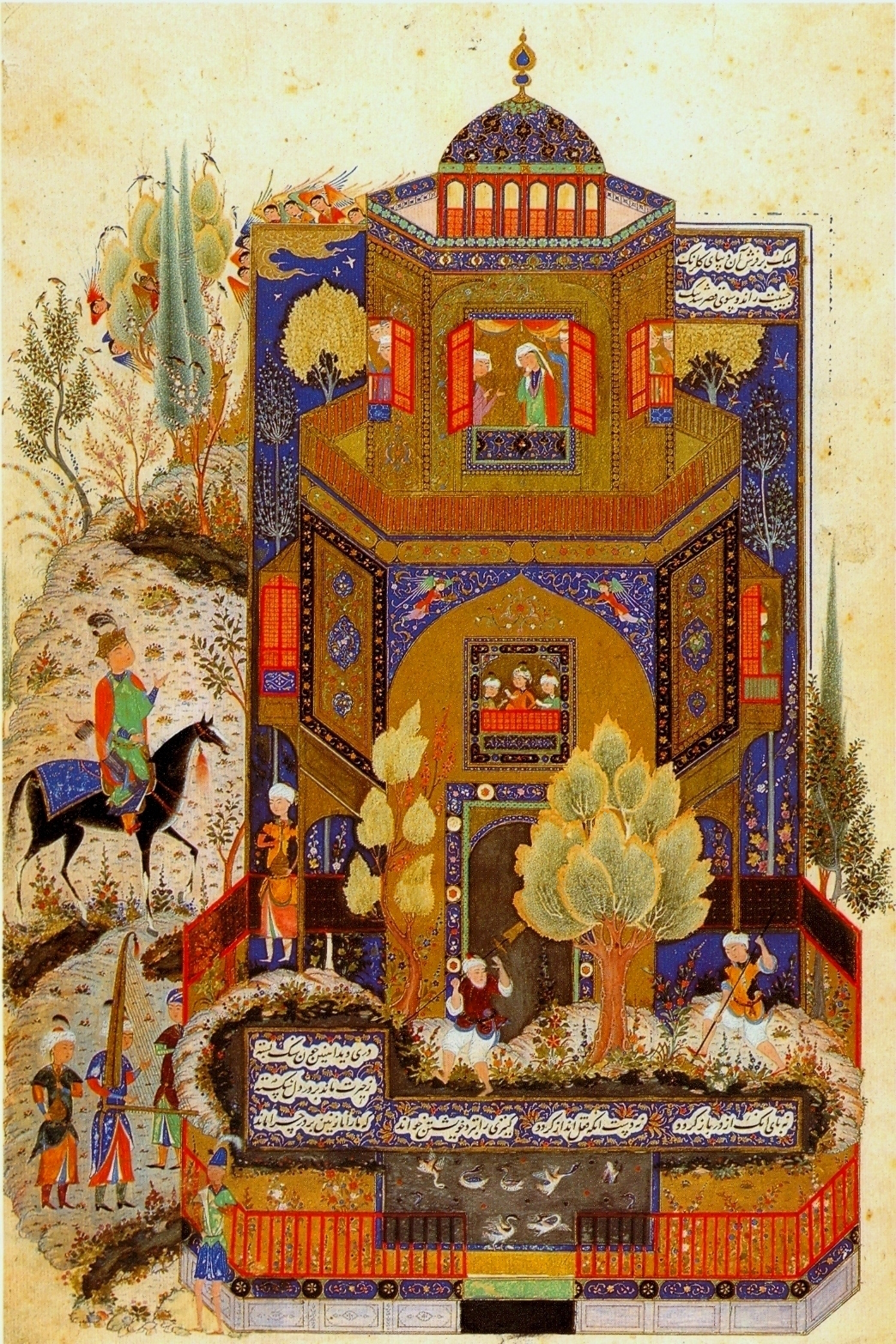
Miniature persane de style tabrizi.

Du XIIIe siècle au XVIe siècle s'est développé à Tabriz un style de peinture persane. On y a trouvé une des trois écoles ayant eu le plus d'influence sur la miniature, avec Chiraz et Herat. On le retrouve principalement durant la période Ilkhanides, des Qara Qoyunlu et des Safavides.
Vers la fin du XIIIe siècle, l'école de Tabriz est fondée. Les développements artistiques des débuts de l'école de Tabriz ont différé de ceux de Shiraz, puisque les illustrations combinent des traits extrêmes-orientaux avec le style de peinture arméno-byzantin. Cette influence peut être expliquée par la position géographique de Tabriz, proche de l'Arménie. Des relations plus étroites se sont ensuite faites entre les différents styles artistiques des écoles de Shiraz et de Tabriz au début du XVe siècle. Cette époque est liée aux déplacements des peintres qui a commencé après que Tamerlan eut conquis Bagdad (en 1393, 1401) et Tabriz. Nombre d'entre eux furent amenés à Samarcande, la capitale du conquérant, ainsi qu'à la cour de son petit-fils, Iskandar Sultan, le maître de Shiraz. Dans leurs nouveaux ateliers, les artistes se sont adaptés aux idées et goûts déjà existants, mais ont introduit aussi les traditions qu'ils suivaient déjà avant leur migration.
Au XVIe siècle, la poésie de Djami, extrêmement populaire, a permis d'enrichir l'art de la peinture de nouveaux thèmes. Dans les miniatures de Tabriz, une magnifique habileté à créer dans un espace limité est apparue, comme la représentation d'une scène particulière ou d'un paysage, par exemple dans le dessin d'un palais, incluant une partie de sa cour, de son jardin et de son intérieur. L'architecture et les paysages sont reproduits aussi complètement que possible. Les portraits dans les compositions ne sont plus contraints et statiques mais peints de manière vivante et naturelle.

### Patrimoine
Si beaucoup de monuments historiques ont été détruits par les tremblements de terre, d'autres endroits historiques réputés sont visités chaque année par des milliers de touristes iraniens et étrangers. Les objets trouvés par les archéologues dans différents sites archéologiques de la région (dont le fort de Zahhak) sont surtout exposés au musée de Tabriz, inauguré en 1958.

#### Patrimoine civil

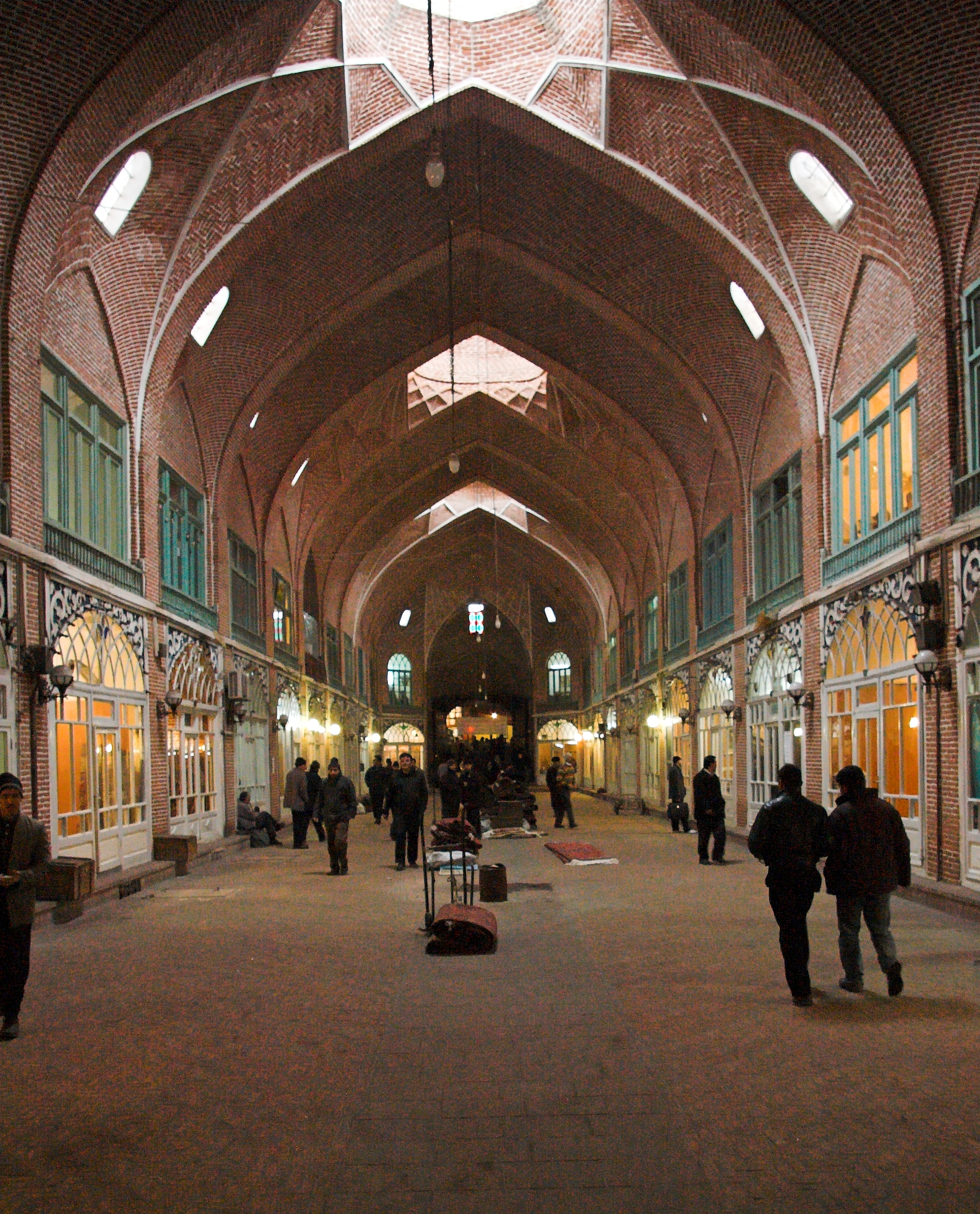
Une des halles du bazar de Tabriz.

Tabriz est célèbre pour son bazar. Il serait le plus long bazar au monde (environ 3 km sur 2, soit une superficie d'environ 6 kilomètres carrés). La vingtaine de cours couvertes qui le constituent, le style architectural et la diversité des échoppes figurent parmi les aspects les plus apparents de ce bazar. C'était l'un des grands nœuds commerciaux du pays. De nos jours, il demeure le marché le plus actif de la région nord-ouest de l'Iran. Il constitue également l'un des héritages culturels du pays avec des marchés aux épices multicolores, des fleurs séchées pour faire des infusions, des citrons secs, du curry ou encore des pierres aphrodisiaques que l'on râpe pour les réduire en poudre à avaler. Il comprend également un marché aux bijoux et un marché à tapis, semblables à de vrais tableaux de peinture.
Le Shah Goli ou El-Goli est l'un des attraits touristiques de la ville de Tabriz. Ce monument, dont la date de construction est inconnue, mais qui a été réparé à l'époque d'Abbas Mirza, est situé au milieu d'un grand lac et constitue un lieu de promenade public, depuis les années 1930.

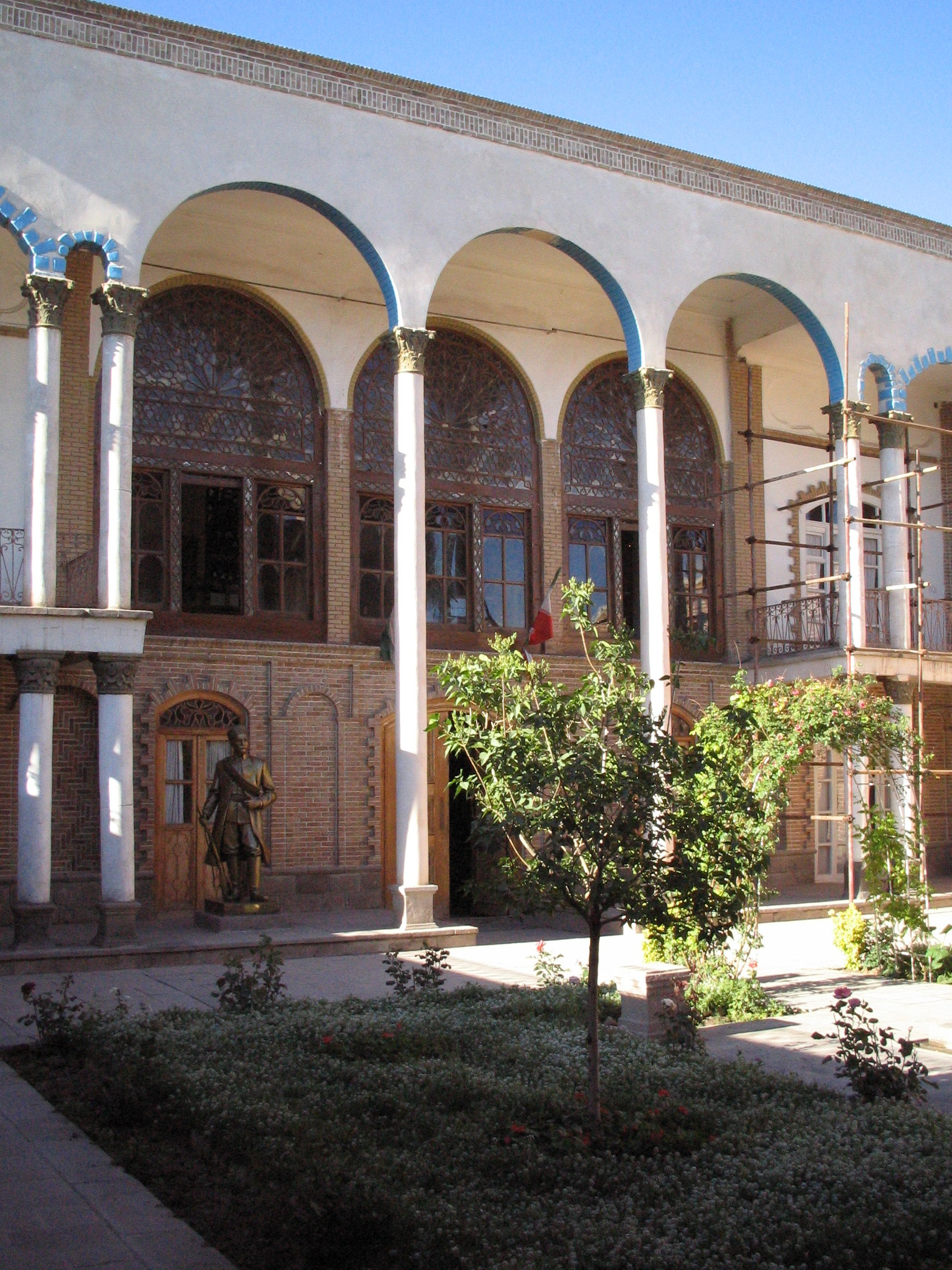
La Khaneh-e Mashroutiyat - maison des constitutionnalistes : musée consacré à la révolution constitutionnelle persane.

Tabriz compte plusieurs musées, dont les plus importants sont le musée de la constitution de la ville de Tabriz (1996), le musée d'Azerbaïdjan oriental (ou musée de Tabriz, inauguré en 1958), le musée d'histoire naturelle de Tabriz, le musée de la monnaie et du verre de la ville de Maraqeh, et le musée du professeur Shahriar.

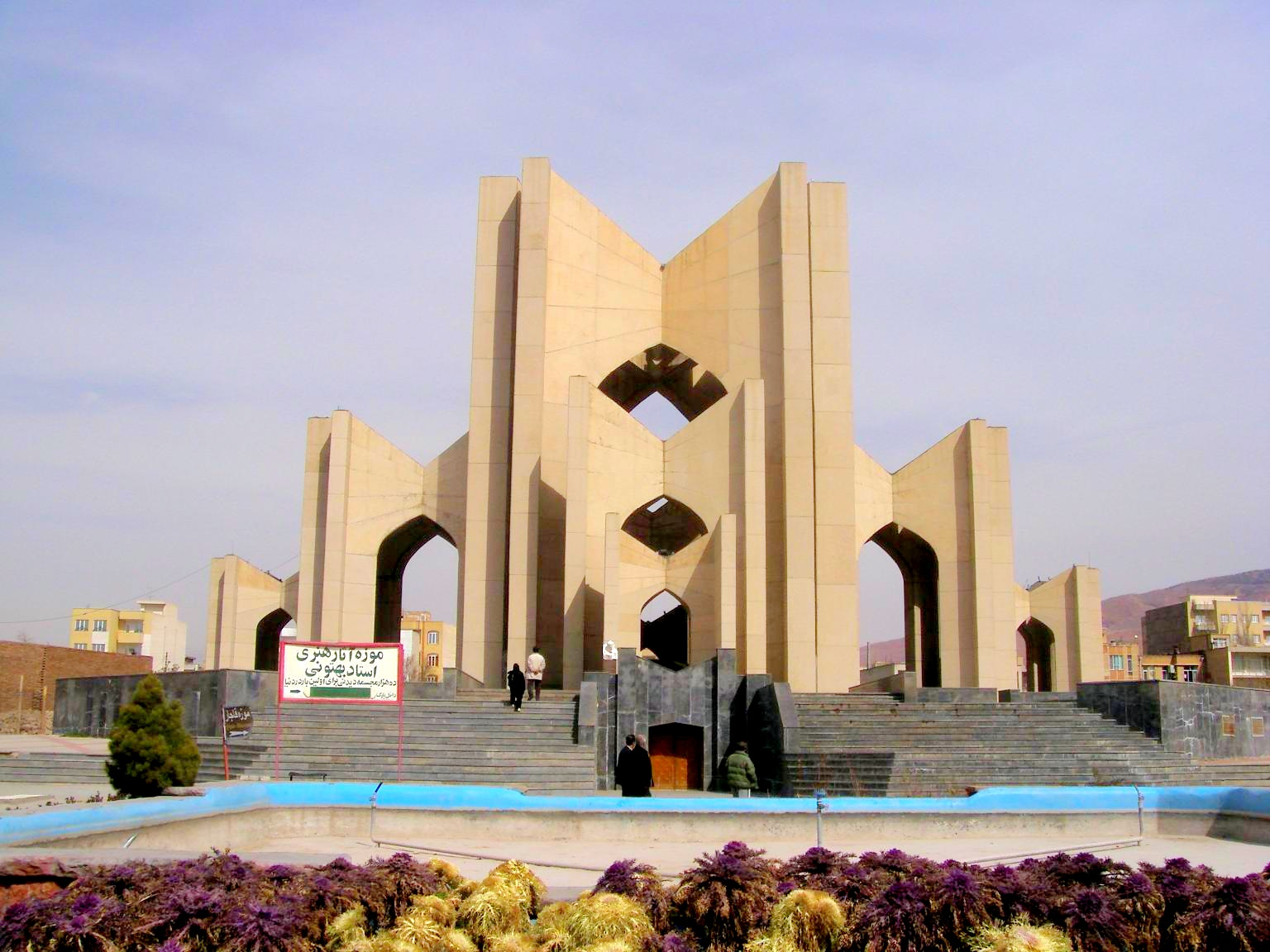
Mausolée des poètes, où est enterré Shahriyār entre autres.

La tombe Alshôaraa (« mausolée des poètes ») se trouve rue Séghatoislam. Du côté nord de la tombe de Seyed Hamzé Gourestani, l'on avait coutume d'enterrer la plupart des poètes de cette région. Par ailleurs, la tombe de l'un des grands poètes contemporains iranien, Shahriyār se trouve ici. Assadi Toussi, Ghatran Tabrizi, Hamam Tabrizi et Falaki Shirvani figurent parmi d'autres poètes qui sont enterrés en ce lieu.

#### Patrimoine religieux

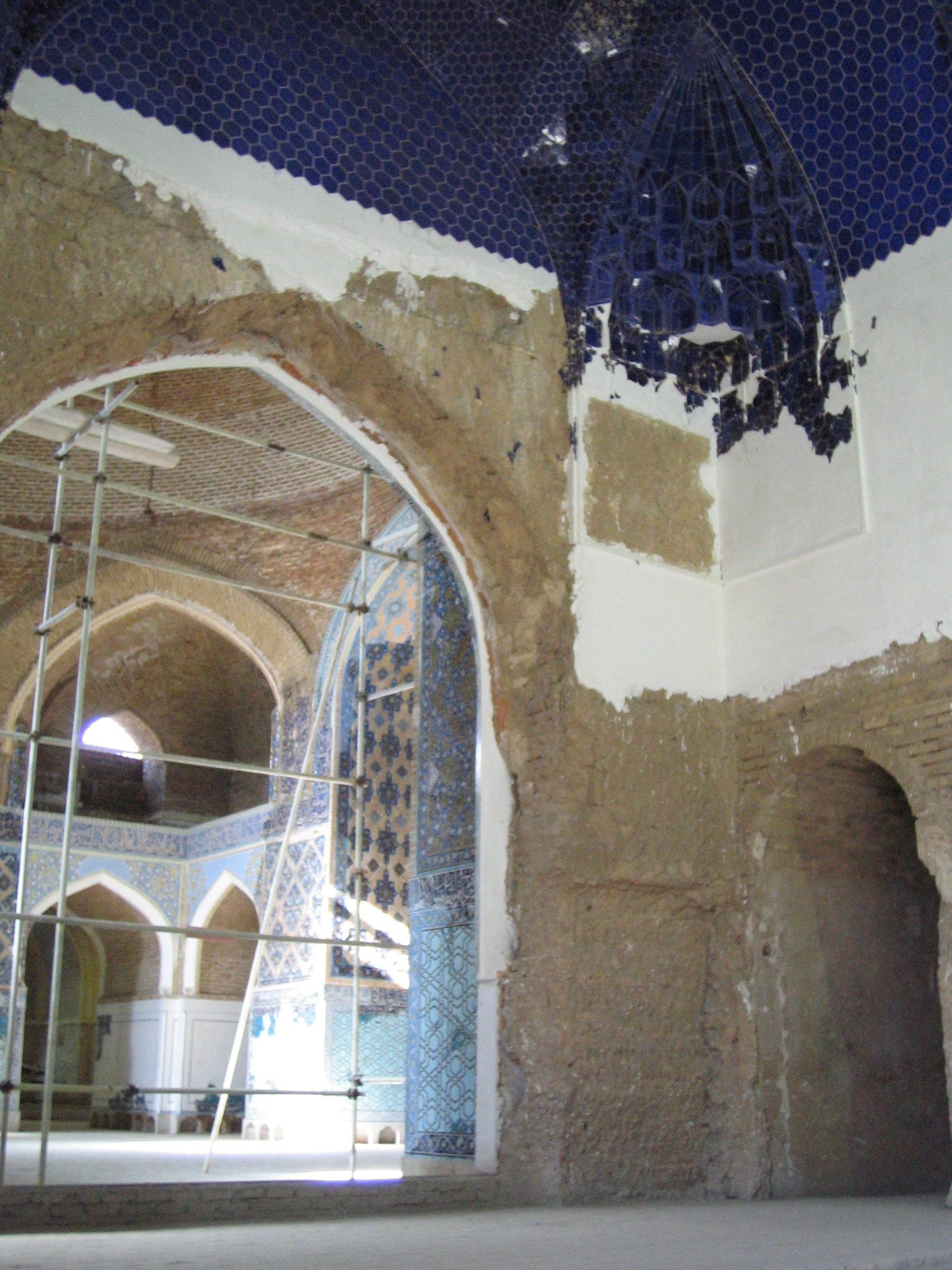
Intérieur de la Mosquée bleue, en cours de restauration.

La construction de la mosquée bleue (Masjed-e Kaboud, aussi appelée Firouz Eslam) remonte à 1465. Elle fut bâtie sur l'ordre de Djahan Shah, chef d'une dynastie turkmène. C'est la diversité et la finesse des faïences ainsi que la coordination des couleurs qui ont fait la célébrité de ce monument.
La mosquée principale de Tabriz constituée de chambres et de harems est construite sur des colonnes octogonales, dont l'architecture est attribuée à Abdollah Ibn Améri.
La mosquée Saheb Alamr située en direction de l'avenue Daraï de Tabriz sur la côte nord du Bazar, fut construite à l'époque de Shâh Tahmasb, et dispose de deux grands minarets et d'un dôme.
Dans le quartier Bilankouh de Tabriz se trouvent deux tombes appartenant l'une à Kamal Odin Mohammad Massoud Khadjandi, poète des VIIIe et IXe siècles de l'hégire, et l'autre Kamalodine peintre et miniaturiste du Xe siècle de l'hégire. Il existe également une autre tombe attribuée à l'un des enfants de l'imam Ali, qui est située au sommet de la forteresse de Sarkhab, dans les montagnes d'Inal et Zinal, dont l'architecture remonte à l'époque Ilkhani.
L'église Saint-Lazare de Tabriz, de culte catholique, a été construite en 1912 dans le style néo-gothique.

#### Parcs
Tabriz compte 132 parcs, dont 97 sont des petits parcs, 31 des parcs régionaux et 4 des parcs municipaux. D'après les statistiques de 2005, ces parcs couvraient une surface de 8 548 km2, soit environ 5,6 m2 par habitant.
Le plus ancien parc de Tabriz est le Jardin des Roses (Bagh-e Golestan), qui a été aménagé pour la première fois à l'époque Pahlavi. Les autres parcs importants sont le parc Khaqani, près de la mosquée bleue, et le parc d'El-Goli, au sud-est de la ville.

## Éducation
Tabriz abrite 14 universités importantes et instituts universitaires et sa tradition universitaire est ancienne. L'école Roshdiye est la première école iranienne moderne et l'école américaine de Tabriz fut ouverte au début du XIXe siècle par des missionnaires américains.

### Universités

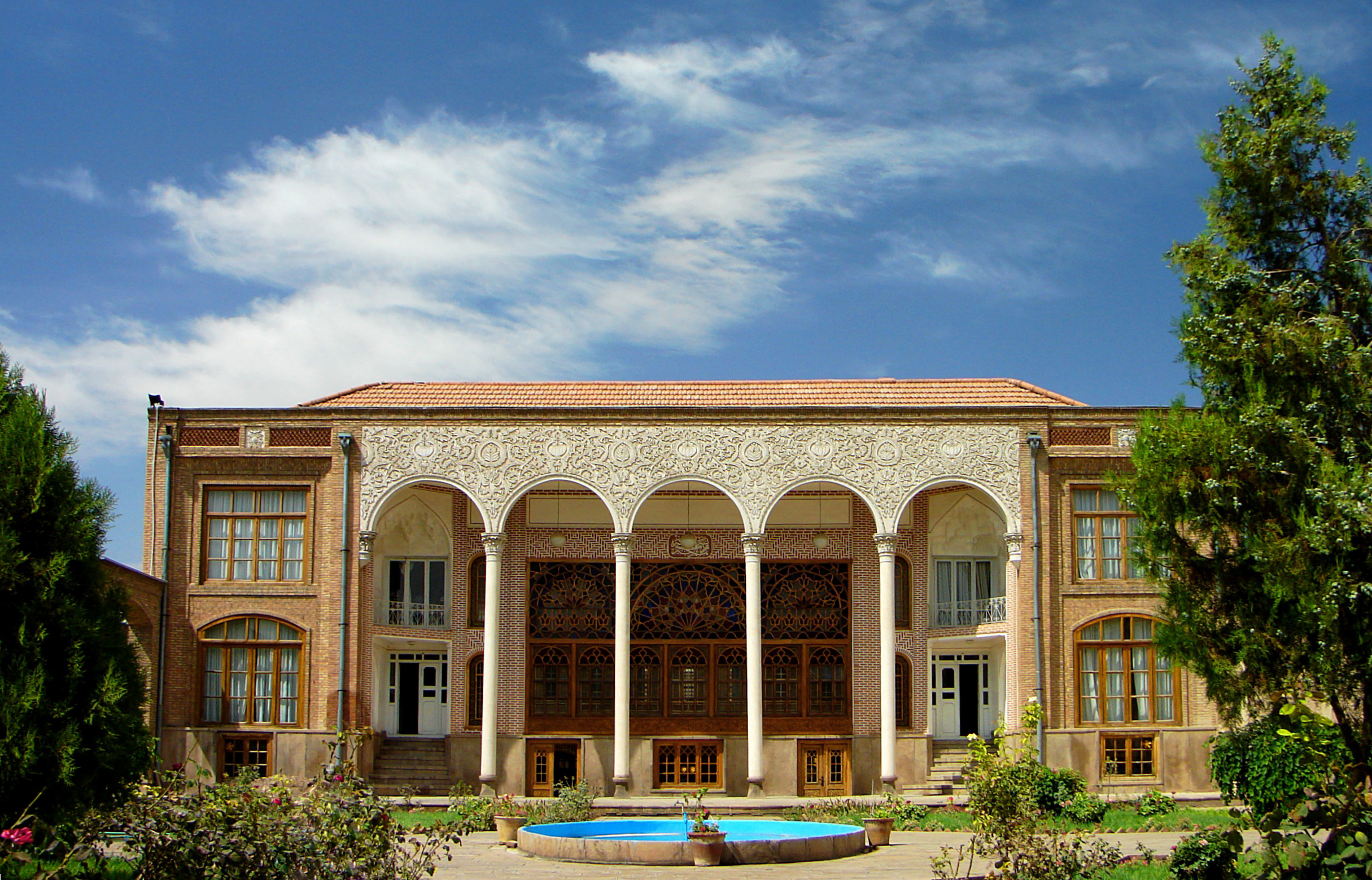
La maison de Behnam fait partie de l'école d'Architecture de l'université d'Art islamique de Tabriz.

L'université de Tabriz, créée en 1947, est la plus prestigieuse université du nord-ouest de l'Iran. Elle est considérée comme l'une des cinq plus grandes et plus anciennes universités du pays. Elle joue le rôle de pôle régional de référence dans les domaines scientifiques. L'université des Sciences médicales de Tabriz est un pôle détaché de l'université de Tabriz pour tout ce qui concerne les enseignements et la recherche médicale.
À côté de cette université, on trouve d'autres universités plus petites, telles que l'université de Technologie Sahand, créée en 1989, qui forme des techniciens et des ingénieurs dans des domaines divers. L'université Tarbiat Moallem d'Azerbaïdjan, créée en 1987, forme des étudiants dans tous les domaines et possède deux campus à Tabriz et dans le district d'Azarshahr. L'université des Arts islamiques de Tabriz. On trouve des instituts universitaires techniques tels que l'université Elmi-Karbordi de Tabriz, l'Institut technologique de Tabriz, l'Institut supérieur Roshdieh de Tabriz, l'Institut supérieur Jahad Daneshgahi ou encore l'Institut supérieur de technologie Azzahra. Il existe plusieurs universités soutenues par le gouvernement iranien, telles que le Parc scientifique et technologique de l'Azerbaïdjan oriental et l'université islamique Azad. Enfin, quelques universités iraniennes ont des branches à Tabriz, telles que l'université Imam Hossein, l'université Payam-e Nour de Tabriz qui est la branche locale de l'université Payam-e Nour, et le Centre de formation des enseignants Shahid Beheshti de Tabriz.
Il y a enfin des universités privées, telles que l'université islamique Azad de Tabriz, l'Institut supérieur Daneshvaran, l'Institut supérieur Seraj, l'Institut universitaire de Nabi Akram et l'université Khajeh Rashid.

### Lycées réputés
Le système scolaire iranien assure l'enseignement en persan, quoique la population de Tabriz parle majoritairement azéri. Les lycées les plus réputés de la ville sont :
- les lycées Madani et Farzanegan (aussi surnommé Tiz'houchan), qui font partie du réseau SAMPAD (Organisation nationale pour le développement des talents exceptionnels), sont réservés aux élèves les plus brillants depuis 1989. Les conditions d'admission sont particulièrement sévères et réservées à ceux qui réussissent un concours d'entrée ;
- l'école American Memorial de Tabriz, qui est l'ancienne école américaine de Tabriz, fut fondée en 1891 par des missionnaires américains presbytériens. Elle eut Howard Baskerville parmi ses enseignants et Hassan Taghizadeh parmi ses élèves. Elle fut rebaptisée lycée Parvin après la Seconde Guerre mondiale et placée sous le contrôle du sous le contrôle du ministère de l'Éducation iranien.
- l'école Roshdieh fut la première école moderne du pays, établie par Haji-Mirza Hassan Roshdieh. Ses bâtiments sont aujourd'hui utilisés pour accueillir le service de l'Enseignement de Tabriz.
- l'Institut technique Vahdat fut fondé par les Allemands avant la Seconde Guerre mondiale. Son bâtiment principal est connu pour son architecture originale, en forme de la lettre A.

### Bibliothèques
La Bibliothèque nationale de Tabriz, aussi connu comme la Bibliothèque centrale, est la plus prestigieuse des bibliothèques de la ville. Elle conserve de nombreux manuscrits anciens.

## Sports

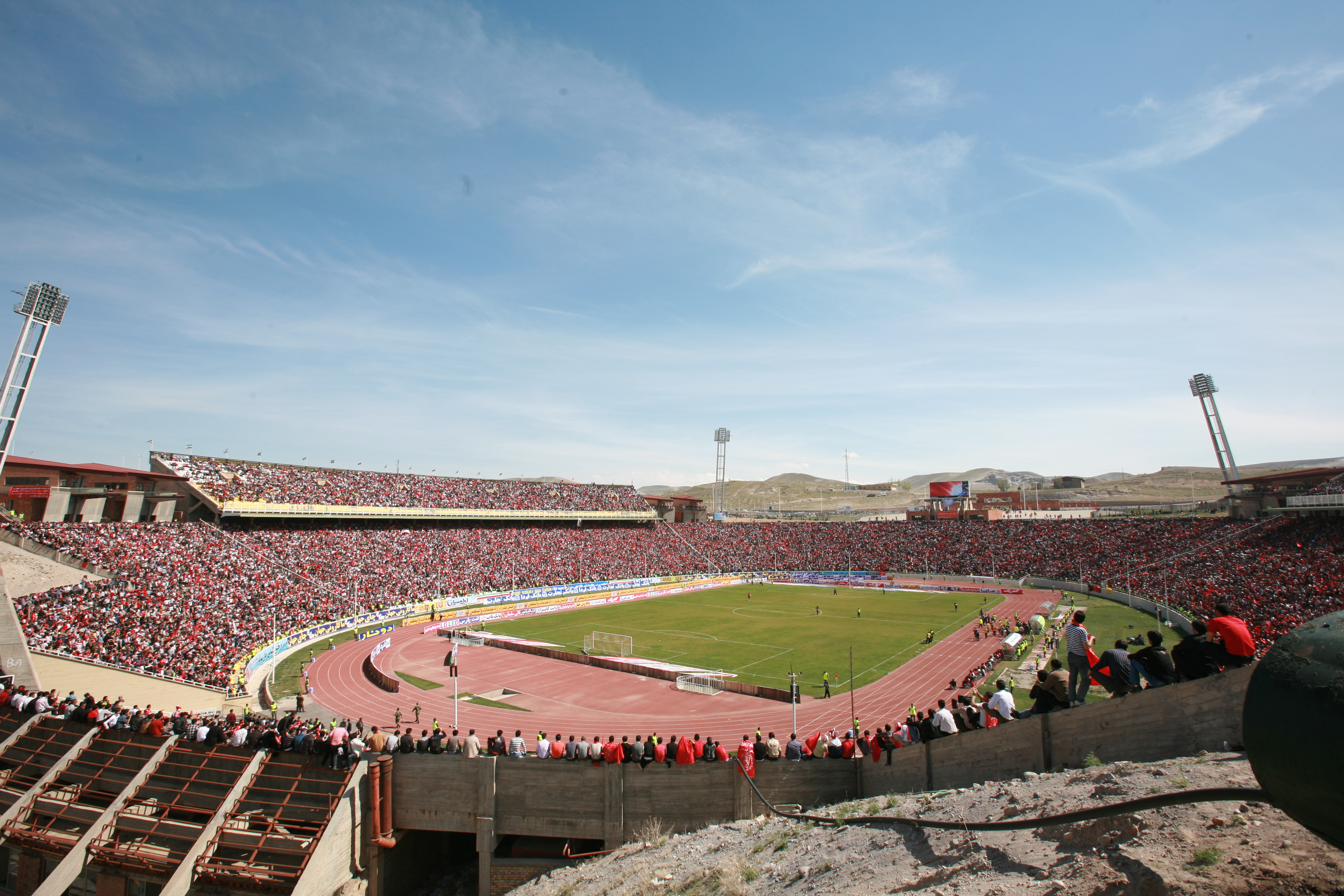
Le stade Yadegar-e-Emam lors d'un match du Tractorsazi FC en 2011.

Tabriz est un centre sportif régional important et abrite plusieurs enceintes sportives majeures. La plus grande d'entre elles se trouve à Bagh Shomal, et inclut un stade de football, une piscine et une salle de sport pour le basketball et le volleyball. En juin 1976, le stade Bagh Shomal a accueilli les matches du groupe 1 lors de la Coupe d'Asie des nations de football. Il existe également des installations sportives sur le site du village olympique, avec un stade de football, le stade Yadegar-e Emam, et une piste de vélo dans le vélodrome de Tabriz. Il existe ensuite diverses installations de plus petite taille pour les arts martiaux, des piscines et des gymnases.

### Football
Le football est extrêmement populaire chez les habitants de Tabriz, comme dans le reste de l'Iran. La ville accueille quatre équipes : Tractor Club, Machine Sazi Tabriz F.C., Shahrdari Tabriz F.C. et Gostaresh Foolad. Les équipes jouent généralement dans le plus grand stade de la ville, le stade Sahand, bien que l'ancien stade Bagh Shomal soit aussi parfois utilisé.
Tractor Club ou Tirakhtor tire son nom de son principal sponsor, l'Iran Tractor Manufacturing Company (ITMCO). C'est une équipe qui évolue depuis 2009 dans la première division iranienne, la Ligue Pro Iran (persan : لیگ برتر فوتبال ایران), et qui est très populaire dans le nord-ouest de l'Iran.

### Cyclisme
Tabriz abrite le tour à vélo d'Azerbaïdjan, qui se tient chaque année depuis 1986. C'est le plus prestigieux tour cycliste d'Iran.
L'équipe de cyclisme la plus connue est l'équipe Tabriz Petrochemical, qui participe aux compététions organisées par l'UCI en Asie.

## Économie

### Agroalimentaire
Tabriz est connue pour son industrie alimentaire, notamment pour le chocolat, ce qui lui vaut son surnom de ville du chocolat en Iran. Voici quelques-uns des plus célèbres producteurs de chocolat de Tabriz :
- Idin (Dadash Baradar Co.)
- ANATA (Nejati Industrial Group)
- Shirin Asal co.
- Chichak (Iran chocolate Co.)
- Aysuda (Shokouh Shad Shanjan Co.)

### Industrie
Tabriz est une des villes les plus industrielles d'Iran. Les industries locales produisent du ciment, des machines-outils, des véhicules et des produits chimiques. Voici quelques-uns des producteurs majeurs de Tabriz :
- Machine Sazi-e-Tabriz, producteur de machines-outils
- Compagnie de manufacture de tracteurs d'Iran, produisant divers types de véhicules
- Complexe Pétrochimique de Tabriz
- Raffinerie de pétrole de Tabriz

## Médias
Tabriz abrite plusieurs chaînes de télévision locales. Sahand TV est une chaîne publique qui appartient à l'État et qui diffuse ses émissions en persan comme en azéri. Elle émet internationalement par le biais des satellites Bardr 5 et Intelsat 902,.
Il existe également des chaînes de radio, contrôlées par le gouvernement iranien, et qui émettent également en persan et en azéri.
La presse est représentée par huit principaux titres de la presse quotidienne : Amin, Mahd Azadi, Asr Azadi, Fajr Azarbaijan, Saeb Tabriz, Peyam Noor, Navaye Misho et Saheb. Il existe également 14 magazines hébdomadaires.

## Jumelages
À ce jour[Quand ?], 10 villes étrangères ont signé un accord de partenariat avec la ville de Tabriz :
- Bakou (Azerbaïdjan)[15]
- Wuhan (Chine)
- Gaza (Palestine)
- Khodjent (Tadjikistan)
- Erzurum (Turquie)
- Istanbul (Turquie)
- Izmir (Turquie)
- Konya (Turquie)
- Hô Chi Minh-Ville (Viêt Nam)
- Gandja (Azerbaïdjan)

## Personnalités nées à Tabriz
- Lorik Minassian (1943-2004), actrice iranienne d'origine arménienne
- Monir Vakili (1923-1983), soprano iranienne
- Reza Baraheni (1935-2022), écrivain iranien
- Vartan Hovanesian (1896-1982), architecte arménien iranien.